# Ff
Ff – dwuznak składający się z dwóch liter F. Występuje w języku walijskim i oznacza dźwięk polskiego f, w przeciwieństwie od f, który we walijskim wymawiana jest jak w. W międzynarodowej transkrypcji fonetycznej IPA oznaczany jest symbolem [f].